# Регіональна кухня

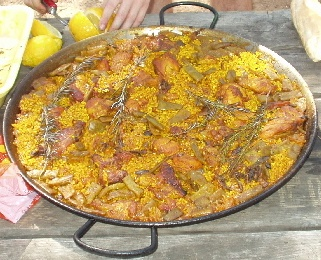
Паелья -відома страва регіону Валенсія

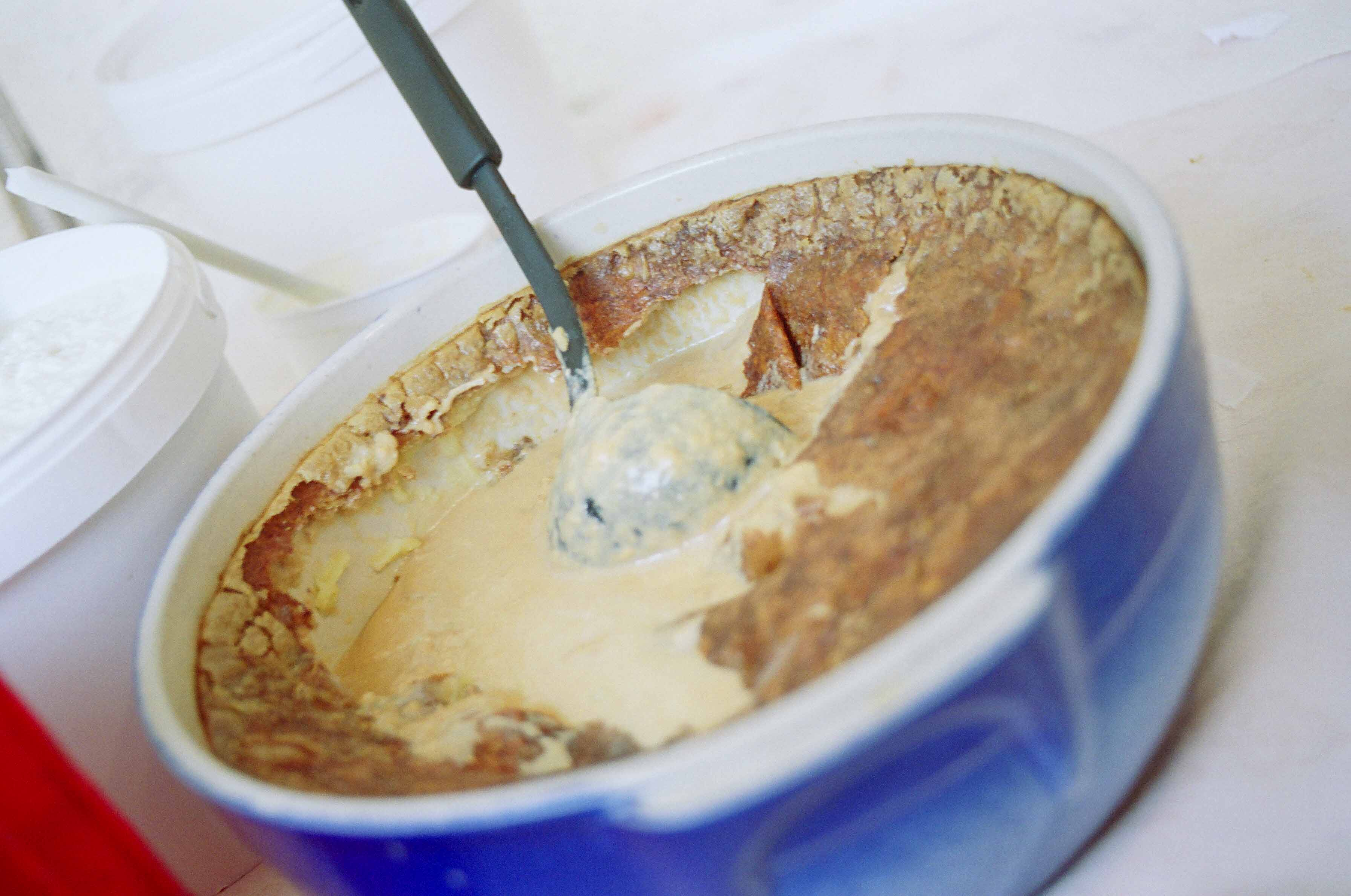
Тергуль - традиційна страва Нормандії

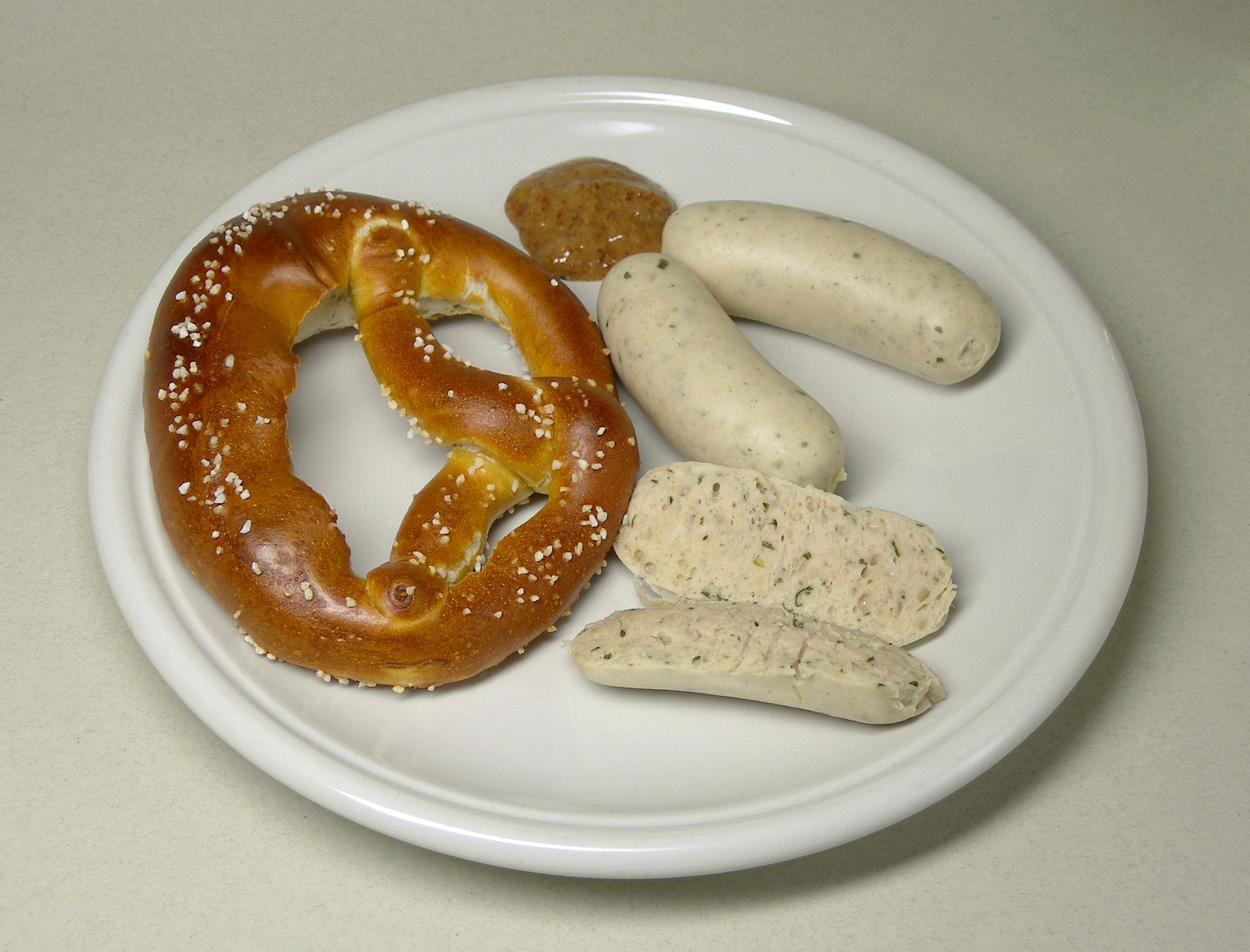
Біла мюнхенська ковбаска, брецель та солодка гірчиця з Баварії

Регіональна кухня або Місцева кухня — це кухня окремого національного регіону (рідше наднаціонального), заснована на місцевих способах (рецептах), традиціях приготування та вживання їжі. Регіональна кухня відрізняється від кухні країни (національної кухні) в цілому.
Регіональні кухні зазвичай ґрунтуються на традиційній селянській кухні, і, на відміну від високої (столичної) кухні, регіональна кухня більш природна і проста. Регіональна кухня в країнах Європи, це багато в чому народна кухня. Регіональна кухня походить від патріархального суспільства, відображає прихильність до своєї землі та своїх продуктів.
У кухні регіону використовуються в основному місцеві продукти, вироблені у тому ж регіоні.
Регіональні кухні можуть відрізнятися залежно від існуючих продуктів, різних кліматичних умов, кулінарних традицій та звичаїв, а також культурних відмінностей. Існує пряма залежність між кліматом, рельєфом регіону та особливостями регіональної кухні. Наприклад, у Франції та Італії є райони переважно рівнинної, гірської чи морської кухні. Але є й такі, які поєднують кілька типів одразу.
Регіональні традиції приготування їжі, звичаї та інгредієнти часто поєднуються для створення страв, унікальних для конкретного регіону  У той же час, окремі регіональні страви можуть бути маркером регіональної ідентичності..
Регіональні кухні часто називають на честь географічних областей чи регіонів, з яких вони походять.
Так, в українській кухні можна виділити карпатську (гуцульську) кухню, лемківську кухню, поліську кухню, кухню центральною (Наддніпрянської) України, бесарабську та одеську кухню. Практично кожна федеральна земля Німеччини має власну регіональну кухню.
Місцева регіональна кухня демонструє культурну ідентичність регіону, сприяє просуванню місцевих продуктів та розвитку туризму.
Регіональна кухня може мати ностальгічний характер для мігрантів до національних столичних центрів.
Також виділяють наднаціональну регіональну кухню, що поєднує кулінарні традиції країн певного історико-культурного регіону. Прикладами тут можуть служити кавказька кухня, середземноморська кухня або балканська кухня.